# Aaron Swartz
Aaron H. Swartz (8. november 1986 – 11. januar 2013) var en amerikansk programmør, forfatter, politisk organisator og internetaktivist. Han var involveret i udviklingen af RSS (Rich Site Summary) i en alder af blot 14 år og blev senere en af grundlæggerne bag Reddit.
Hans store forbillede var Tim Berners-Lee som er manden bag World Wide Web; Tim Berners-Lee valgte ikke at profitere på sin opfindelse, men at dele den med hele verdens befolkning gratis. Aaron Swartz kæmpede for at opretholde den frie kultur på internettet og retten for fri adgang til videnskabelige og offentligt dokumenter, ved at kæmpe imod lovforslag som SOPA og PIPA, hvilket lykkedes da hans kamp mødte bred opbakning fra befolkningen og internetgiganter her i blandt Google, Wikipedia, Reddit, Mozilla, WordPress, Mojang, Tumblr, Craigslist og mange mange flere. Den 19. juli 2011 blev han anholdt og anklaget for ulovligt at have downloadet videnskabelige artikler fra JSTOR, men efter at have betalt kaution, blev anklagerne imod ham droppet.
I sine sidste år kæmpede han imod masseovervågning som på det tidspunkt var bredt omdiskuteret, med fund af ekstrem avanceret orme som Stuxnet og Flame.
Den 11. januar 2013 begik han selvmord efter endnu en gang at være anklaget for it-kriminalitet med henvisning til USA Patriot Act, med risiko for en fængselsdom på 30 år.

## Ungdom og studier
Swartz læste på Stanford University i et år, og forlod studiet for at stifte softwarefirmaet Infogami, der blev finansieret via Y Combinator.

## Arbejde

### Reddit og Open Library
Indenfor et år fusionerede Infogami med Reddit til not a bug, som imidlertid ikke blev nogen succes. I slutningen af 2006 blev Reddit solgt til CondéNet (Condé Nast Publications' onlinevirksomhed, der ejer Wired Magazine), og Swartz flyttede med firmaet til San Francisco. Swartz blev fyret fra Wired Digital i januar 2007.
Sammen med Simon Carstensen lancerede Swartz i september 2007 Jottit, som i lighed med Infogami var et værktøj til enkelt at oprette websites. Swartz har også skabt web.py, et web application framework baseret på Python, som Jottit anvendte.

### Politisk arbejde
Swartz arbejdede med samfundsanalyse og politisk aktivisme og var 2010-2011 fellow ved Harvard University's Safra Center for Ethics. Swartz var medstifter af Demand Progress.

## Kontroverser

### PACER
I 2009 downloadede og offentliggjorde Swartz cirka 20% af PACER, en database med amerikanske retsdokumenter. Dette førte til en FBI-undersøgelse, som imidlertid blev lukket to måneder senere uden at føre til anklage.

### JSTOR
Den 19. juli 2011 blev Swartz anklaget for ulovligt at have hentet cirka 4 millioner videnskabelige artikler fra JSTOR. Ifølge anklagen havde Swartz hemmeligt logget en computer på MIT's netværk og hentet en stor mængde artikler fra JSTOR. Anklagerne hævdede at Swartz havde til formål at offentliggøre artiklerne på peer-to-peer-netværk.
Swartz nægtede at være skyldig og blev løsladt mod en kaution på $100.000.

Anklagerne kunne føre til 35 års fængsel og en bøde på op til en million dollar. JSTOR udsendte en erklæring om ikke at ville anlægge civilt søgsmål mod Swartz.
7. september 2011 offentliggjorde JSTOR at de åbnede de ophavsretsfri dele af arkiverne for offentligheden. Ifølge JSTOR havde dette været undervejs et stykke tid.
Swartz begik selvmord den 11. januar 2013 og blev begravet fra Central Avenue Synagogue, Highland Park, Illinois.

## Publikationer
- Swartz, Aaron (januar-februar 2002). "MusicBrainz: A Semantic Web Service". IEEE Intelligent Systems. 17 (1): 76-77. doi:10.1109/5254.988466. ISSN 1541-1672.{{cite journal}}:  CS1-vedligeholdelse: Dato-format (link)
- Swartz, Aaron and Hendler, James “The Semantic Web: A Network of Content for the Digital City”, Proceedings of the Second Annual Digital Cities Workshop, Kyoto, Japan, October 2001.
- Gruber, John and Swartz, Aaron. Markdown definintion, December 2004.

## Eksterne links
- Wikimedia Commons har flere filer relateret til Aaron Swartz
- Officiel website http://www.aaronsw.com/